# هدرانج شجيري
هدرانج شجيري (الاسم العلمي:Hydrangea arborescens) هو نوع من النباتات يتبع جنس الهدرانج من الفصيلة الهدرانجية.

## معرض صور

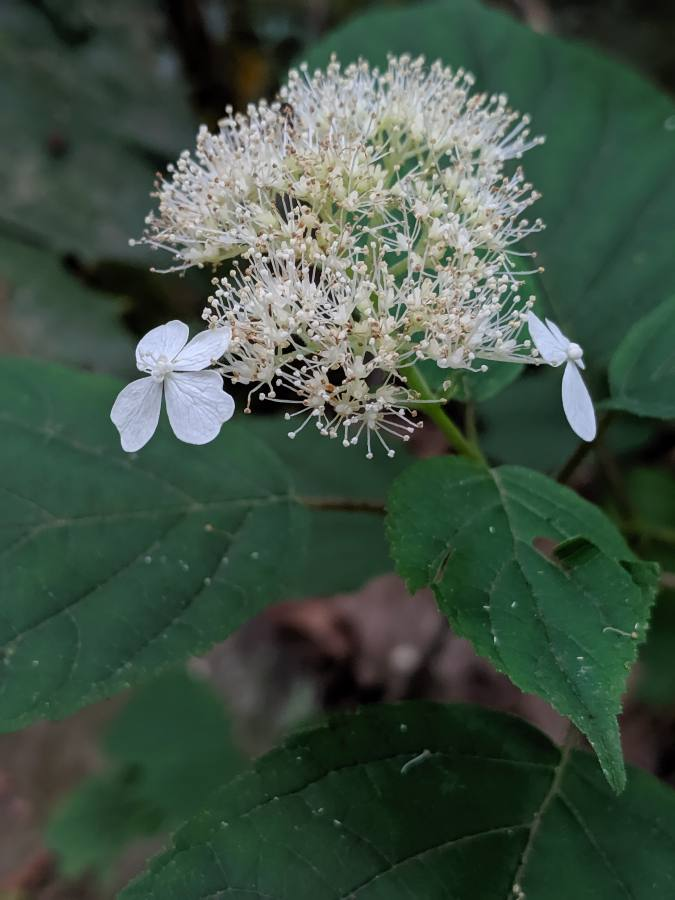
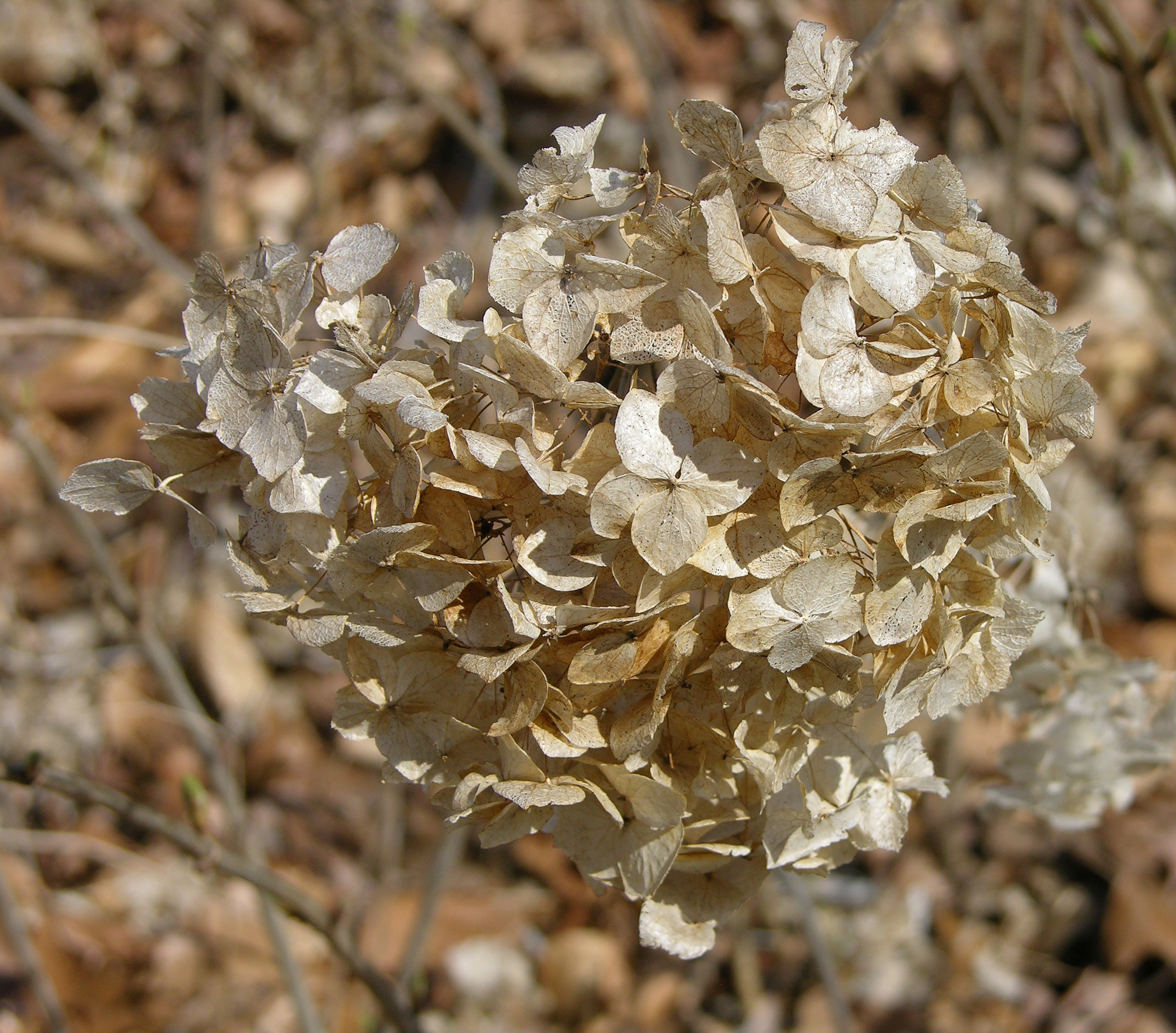
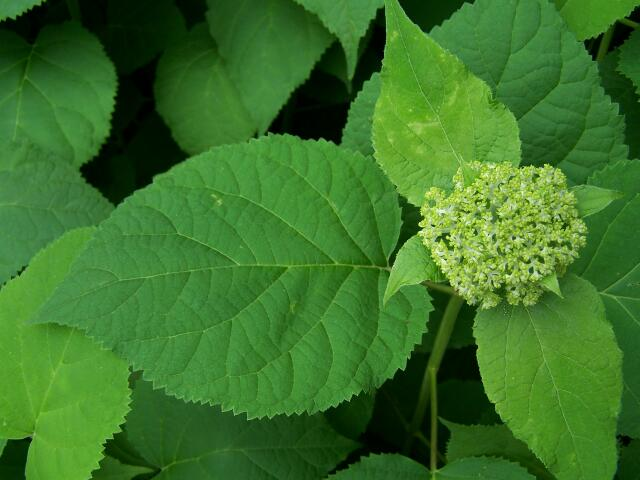
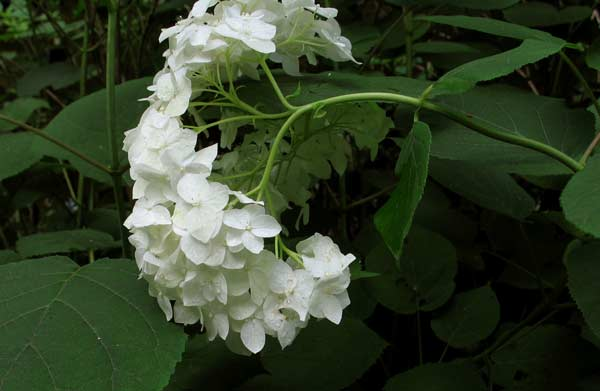
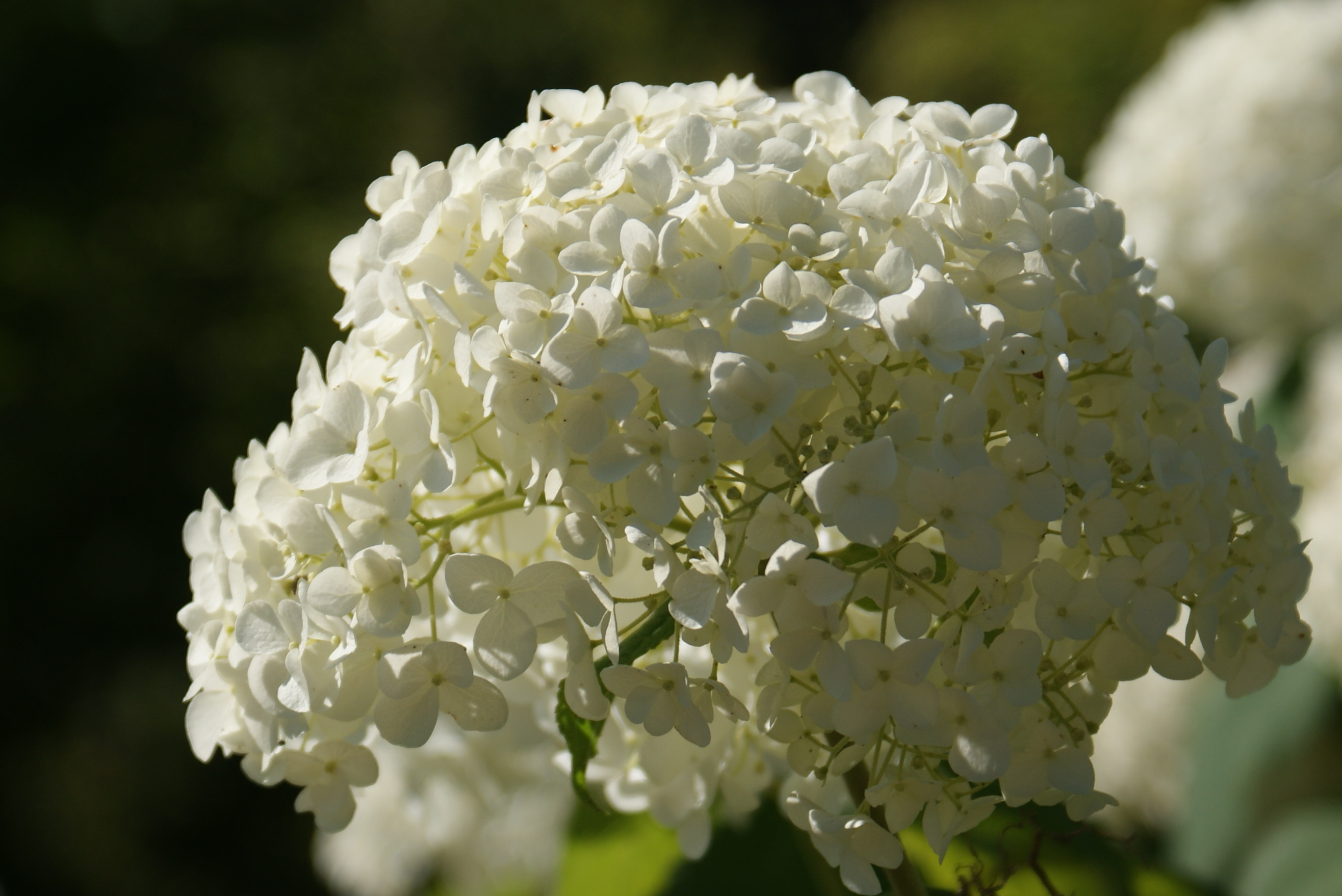